# Військові нагороди Повітряних сил США
Військо́ві нагоро́ди Повітряних сил США — чинна система нагороджень військовослужбовців, а також підрозділів й частин ПС США за бойові подвиги, успішне виконання бойових завдань, відмінну поведінку та старанну службу під час виконання своїх службових обов'язків.
У нагородній системі Повітряних сил США є низка загальних рис з нагородними системами інших країн, але і є свої власні особливості.

## Нагороди ПС США

### Бойові та інші нагороди ПС США
| Хрест Повітряних сил | Медаль «За видатні заслуги» | Медаль пілота | Медаль за досягнення в повітрі | Похвальна медаль ПС | Медаль за досягнення ПС |
| -------------------- | --------------------------- | ------------- | ------------------------------ | ------------------- | ----------------------- |
|                      |                             |               |                                |                     |                         |
|                      |                             |               |                                |                     |                         |

### Нагороди ПС за бойову відзнаку
| За бойові заслуги ПС | За бойову готовність | За участь у військово-космічній кампанії |
| -------------------- | -------------------- | ---------------------------------------- |
|                      |                      |                                          |
|                      |                      |                                          |

### Медалі ПС за відмінну поведінку
| За відмінну поведінку ПС | За відмінну поведінку у складі Резерву ПС |
| ------------------------ | ----------------------------------------- |
|                          |                                           |
|                          |                                           |

### Нагороди частинам та підрозділам
| Відзнака президента | Відзнака за хоробрість частині | Відзнака за видатні заслуги ПС | Відзнака прославленій частині | Відзнака за досконалість організації |
| ------------------- | ------------------------------ | ------------------------------ | ----------------------------- | ------------------------------------ |
|                     |                                |                                |                               |                                      |

### Відзнаки за проходження служби
| Найкращий пілот року      | Відзнака визнання                                       | За службу за кордоном (короткий термін) | За службу за кордоном (довгий термін)     |
| ------------------------- | ------------------------------------------------------- | --------------------------------------- | ----------------------------------------- |
|                           |                                                         |                                         |                                           |
| За експедиційну службу ПС | За тривалу службу у ПС                                  | Відзнака військового інструктора        | За проходження курсу рекрутів у складі ПС |
|                           |                                                         |                                         |                                           |
| За вдосконалення якостей  | За найвищі досягнення при проходженні курсу рекрутів ПС | Влучного стрільця                       | За проходження курсу підготовки ПС        |
|                           |                                                         |                                         |                                           |